# 大富 (企業)
株式会社大富（だいふ）は、スカパー!プレミアムサービス、スカパー！プレミアムサービス光、ひかりTV、eo光、J:COMでCCTV国際チャンネルの番組を放送する衛星一般放送事業者。
『在日中国人の為に中国の最新文化・時事情報等を提供すると共に、日本人の中国及び中国人への理解をより深め、日中友好関係構築の一翼を担うことを目指す』ことを事業内容として掲げ、映像制作、新聞・雑誌の出版、コーディネート、通信業務なども行っている。

## 沿革
- 1998年2月 - 大倉商事、フジテレビジョン（現・フジ・メディア・ホールディングス）の出資により株式会社大富設立。社名の「大富」は大倉商事とフジ（富士）テレビジョンに由来する。
- 1998年7月 - スカパー!（現・スカパー!プレミアムサービス）でCCTV大富（Ch.SD783）の放送を開始。
- 1998年8月 - 株主の大倉商事が倒産。京セラ、ソニー（ソニー・放送メディア）、電通、アサツー ディ・ケイの各社が新たに出資。
- 1999年4月 - 新聞「大富報」創刊。
- 2002年1月 - スカパー!でTVB大富の放送を開始。
- 2009年4月 - 鳳凰衛視の放送事業者をラクラクコミュニケーションズから当社に変更。
- 2011年9月30日 - 「TVB大富」の放送を終了。放送チャンネルがCCTV大富と鳳凰衛視の2つになる。
- 2012年4月1日 - CCTV大富のジャンルを「ニュース・ビジネス経済」に変更した。
- 2014年5月31日 - スカパー!プレミアムサービスにて標準画質放送 Ch.SD783が終了し、Ch.568に完全移行した。

## 放送内容
- 中国テレビ★大富チャンネル（Ch.568）
  - 「CCTV 中国中央電視台」の国際チャンネルの番組をリアルタイムに放送する総合チャンネル。自主制作番組も一部ある。
  - 2012年より、日中二カ国語放送開始。ニュースや経済番組、春節晩会などの特別番組は日本語同時通訳付きの生放送（主音声：日本語、副音声：中国語）、その他の番組は日本語字幕付きとなった。
  - 2013年1月1日より、チャンネル名を「CCTV大富」から「中国テレビ★CCTV大富」に変更。
  - 2022年11月1日より、チャンネル名を「中国テレビ★CCTV大富」から「中国テレビ★大富チャンネル」に変更[1]。日本語放送（字幕/同時通訳）対応番組が、ゴールデンタイムのドラマやニュース等の一部番組のみとなった。
- フェニックステレビ（鳳凰衛視）（Ch.518）

### 過去のチャンネル
- TVB大富（Ch.SD782）
  - 「TVB 香港電視広播有限公司」が中国大陸向けに放送しているチャンネル(TVB8)と、台湾で放送しているTVBSで放送された番組を放送していた。なお、香港地区で放送している翡翠台と明珠台の番組は、同時放送されておらず、後日放送される場合でも、言語が北京語に吹替えたものになっていた。自主制作番組も一部存在していた。